# Merksplas
Merksplas ist eine belgische Gemeinde in den Kempen der Provinz Antwerpen in Flandern und liegt im Grenzgebiet zu den Niederlanden. Merksplas hat 8883 Einwohner (Stand 1. Januar 2024) auf 44,56 km², was einer Bevölkerungsdichte von 199 Einwohnern pro km² entspricht. Das Wahrzeichen des Ortes ist der „Spetser“, eine Plastik von Kris Druyts, die auf dem Marktplatz steht. Von 1824 bis 1993 gab es in Merksplas ein Gefängnis, das Gebäude wird heute teilweise zur Unterbringung illegaler Einwanderer genutzt.

## Söhne und Töchter der Gemeinde
- Martial Van Schelle (1899–1943), Sportler und Geschäftsmann
- Lode Poels (1920–2012), Radrennfahrer

## Gemeindepartnerschaften
- Grodzisk Wielkopolski, Polen, seit 2000[1]
- Hatfield (South Yorkshire), Vereinigtes Königreich, seit 2010[2]
- Delligsen, Deutschland, seit 2011[3]

## Einzelnachweise

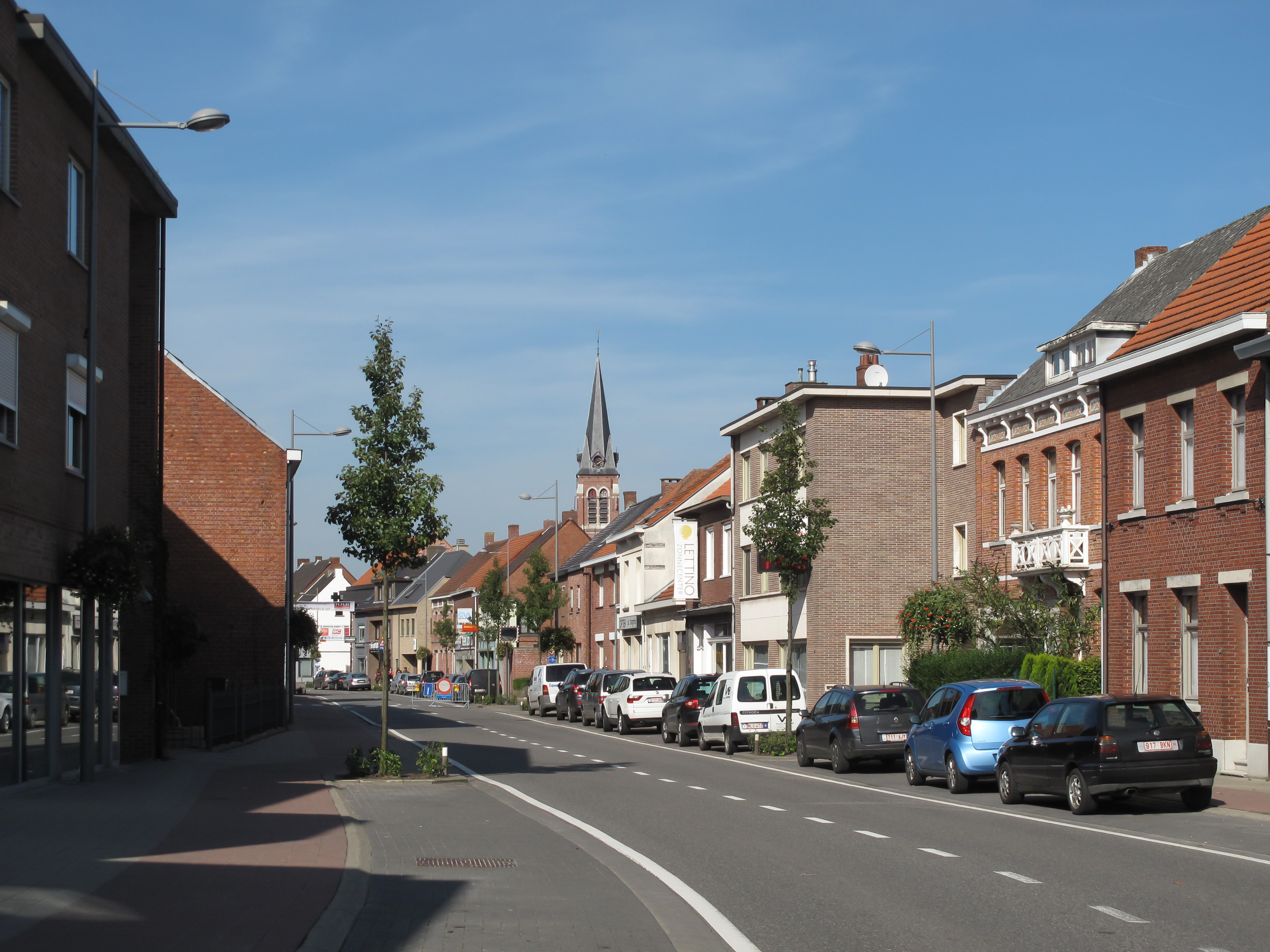
Merksplas, Straße mit Kirche